# Videogiochi per Atari Lynx
La seguente lista elenca i videogiochi dell'Atari Lynx. Non sono compresi prototipi non pubblicati, homebrew e prodotti nell'ambito del retrogaming (ne vengono ancora realizzati negli anni 2020). Limitandosi ai giochi storici, la lista è probabilmente completa.
| Titolo                                     | Produttore   | Tipo                 |
| ------------------------------------------ | ------------ | -------------------- |
| APB: All Points Bulletin                   | Atari        | Arcade               |
| Awesome Golf                               | Atari        | Sport                |
| Baseball Heroes                            | Atari        | Sports               |
| Basketbrawl                                | Atari        | Azione/Sport         |
| Batman Returns                             | Atari        | Azione/Platform      |
| BattleWheels                               | Beyond Games | Azione/Guida         |
| Battlezone 2000                            | Atari        | Azione/Arcade        |
| Bill & Ted's Excellent Adventure           | Atari        | Azione/Avventura     |
| Blockout                                   | Atari        | Azione/Strategia     |
| Blue Lightning                             | Atari        | Azione               |
| Bubble Trouble                             | Telegames    | Azione/Avventura     |
| California Games                           | Atari        | Azione/Sport         |
| Checkered Flag                             | Atari        | Sport                |
| Chip's Challenge                           | Atari        | Puzzle               |
| Crystal Mines II                           | Atari        | Puzzle               |
| Desert Strike                              | Telegames    | Azione/Strategia     |
| Dinolympics                                | Atari        | Puzzle               |
| Dirty Larry: Renegade Cop                  | Atari        | Azione               |
| Double Dragon                              | Telegames    | Arcade/Combattimento |
| Dracula the Undead                         | Atari        | Avventura            |
| ElectroCop                                 | Atari        | Azione/Avventura     |
| European Soccer Challenge                  | Telegames    | Sport                |
| Fat Bobby                                  | Telegames    | Azione/Platform      |
| The Fidelity Ultimate Chess Challenge      | Telegames    | Strategia            |
| Gates of Zendocon                          | Atari        | Azione/Sparatutto    |
| Gauntlet: The Third Encounter              | Atari        | Azione/Avventura     |
| Gordo 106                                  | Atari        | Platform             |
| Hard Drivin'                               | Atari        | Arcade/Guida         |
| Hockey                                     | Atari        | Sports               |
| Hydra                                      | Atari        | Arcade               |
| Hyperdrome                                 | Atari        | Azione/Sport         |
| Ishido: The Way of the Stones              | Atari        | Strategia            |
| Jimmy Connors' Tennis                      | Atari        | Sport                |
| Joust                                      | Shadowsoft   | Arcade               |
| Klax                                       | Atari        | Azione/Strategia     |
| Krazy Ace Miniature Golf                   | Telegames    | Azione               |
| Kung Food                                  | Atari        | Azione/Combattimento |
| Lemmings                                   | Atari        | Strategia            |
| Lynx Casino                                | Atari        | Strategia            |
| Malibu Bikini Volleyball                   | Atari        | Sport                |
| Ms. Pac-Man                                | Atari        | Arcade               |
| NFL Football                               | Atari        | Sport                |
| Ninja Gaiden                               | Atari        | Arcade               |
| Ninja Gaiden III: The Ancient Ship of Doom | Atari        | Azione/Platform      |
| Pac-Land                                   | Atari        | Arcade               |
| Paperboy                                   | Atari        | Arcade               |
| Pinball Jam                                | Atari        | Arcade/Azione        |
| Pit-Fighter                                | Atari        | Azione/Combattimento |
| Power Factor                               | Atari        | Azione               |
| Qix                                        | Telegames    | Arcade               |
| Raiden                                     | Telegames    | Arcade/Sparatutto    |
| Rampage                                    | Atari        | Arcade               |
| Rampart                                    | Atari        | Azione/Strategia     |
| RoadBlasters                               | Atari        | Arcade/Guida         |
| Robo-Squash                                | Atari        | Azione/Sport         |
| Robotron: 2084                             | Shadowsoft   | Arcade               |
| Rygar                                      | Atari        | Arcade               |
| Scrapyard Dog                              | Atari        | Platform             |
| Shadow of the Beast                        | Atari        | Azione/Strategia     |
| Shanghai                                   | Atari        | Strategia            |
| Steel Talons                               | Atari        | Arcade               |
| S.T.U.N. Runner                            | Atari        | Arcade               |
| Super Asteroids/Missile Command            | Atari        | Arcade/Azione        |
| Super Off Road                             | Telegames    | Arcade/Guida         |
| Super Skweek                               | Atari        | Azione/Strategia     |
| Switchblade II                             | Atari        | Platform             |
| Todd's Adventures in Slime World           | Atari        | Azione/Avventura     |
| Toki                                       | Atari        | Platform             |
| Tournament Cyberball 2072                  | Atari        | Arcade/Sport         |
| Turbo Sub                                  | Atari        | Azione/Sparatutto    |
| Viking Child                               | Atari        | Azione/Avventura     |
| Warbirds                                   | Atari        | Azione/Strategia     |
| World Class Soccer                         | Atari        | Sport                |
| Xenophobe                                  | Atari        | Arcade               |
| Xybots                                     | Atari        | Arcade               |
| Zarlor Mercenary                           | Atari        | Sparatutto           |